# Sad Sirub
Sad Sirub, Saad Sirop (arab. سعد سيروب, Saʿd Sīrūb; ur. 6 września 1972 w Bagdadzie) – iracki duchowny chaldejski, wizytator apostolski dla Chaldejczyków w Europie w latach 2016-2025  

## Życiorys
Święcenia prezbiteratu przyjął 13 października 2001. Po święceniach i studiach licencjackich w Rzymie został powołany na urząd proboszcza jednej z bagdadzkich parafii, jednocześnie pracując w Babel College jako wykładowca i wicerektor wydziału filozoficzno-teologicznego. W 2006 Sad Sirub był porwany, bity i przymuszany do przejścia na islam przez dżihadystów. Po uwolnieniu podjął studia doktoranckie z filozofii, a po ich ukończeniu został proboszczem bagdadzkiej katedry.
11 stycznia 2014 papież Franciszek zatwierdził wybór Synodu biskupów Kościoła chaldejskiego powołujący go na urząd biskupa kurialnego chaldejskiego patriarchatu Babilonu, nadając mu stolicę tytularną Hirta. Sakry biskupiej udzielił mu 24 stycznia 2014 chaldejski patriarcha Babilonu - Louis Raphaël I Sako.
19 listopada 2016 został wizytatorem apostolskim dla Chaldejczyków mieszkających w Europie.
1 lipca 2025 papież Leon XIV przyjął jego rezygnację z urzędu wizytatora apostolskiego dla Chaldejczyków mieszkających w Europie. 